# Abaris Aircraft Corporation
Abaris Aircraft Corporation est une entreprise américaine de construction aéronautique fondée le 5 mars 2002 à Phœnix, Arizona, pour produire et commercialiser en kit le Golden Arrow, un monoplan utilitaire à train tricycle escamotable pour un pilote et 5 passagers de construction composite équipé d’un turbopropulseur Walter M601 de 750 ch.
Abaris Aircraft Corporation a été officiellement dissoute le 30 avril 2003.